# Franciszek Ksawery Branicki
Pour les articles homonymes, voir Branicki.
Franciszek Ksawery Branicki, en français : François Xavier Branicki (armoiries Korczak), né en 1730 et mort en 1819, est un aristocrate polonais de la république des Deux Nations, qui a exercé les fonctions de staroste de Halicz et de grand hetman de la Couronne.
Il joue un rôle important durant le règne de Stanislas II Auguste, dernier roi de Pologne, d'abord comme proche du roi, puis dans l'opposition la plus conservatrice. En 1792, il est un des chefs de file de la confédération de Targowica, favorable à l'intervention russe contre la constitution du 3 mai 1791. Pendant l'insurrection de Kościuszko (1794), il est considéré comme un traître à la nation et condamné à mort par contumace, peu avant le troisième partage de la Pologne qui met fin à l'existence de la république des Deux Nations.

## Biographie

### Jeunesse
Il est issu d'une famille de la noblesse polonaise, les Branicki armoiries Korczak, castellans de Cracovie. 
Son père, castellan de Bratslav, lui laisse une grande fortune qu'il dilapide rapidement[réf. nécessaire]. Il fait ensuite son Grand Tour. 
Il s'engage comme officier dans l'armée française contre la Prusse au début de la guerre de Sept Ans (1756-1763), puis passe au service de Charles-Christian de Saxe, fils de l'électeur de Saxe et roi de Pologne Auguste III, devenu duc de Courlande en 1758. 
Il tente ensuite de nouveau sa chance en France, se rendant à Versailles pour chercher un nouvel emploi militaire, mais est finalement rappelé par le duc de Courlande qui l'envoie à son ambassade de Saint-Pétersbourg, à une époque où l'ambassadeur de Pologne est Stanislas Poniatowski. Il se fait apprécier du futur roi de Pologne et son ascension débute. Il parle plusieurs langues et il est populaire auprès de la jeunesse aristocratique et à la cour. Il est nommé colonel. Il est aussi proche de la grande-duchesse Catherine, future impératrice, alors dans un relatif isolement.

### Au service de Stanislas II (1764-1774)
Lorsque Stanislas Poniatowski est élu roi de Pologne en 1764, il le nomme dès le lendemain adjudant-général, puis lieutenant-général, puis général d'artillerie de l'armée de Lituanie. 
En 1765, le roi l’envoie comme représentant à Berlin. En mai 1765, il le nomme chevalier de l'ordre de Saint-Stanislas, en décembre chevalier de l'ordre de l'Aigle blanc et en mai 1766 envoyé extraordinaire du roi.
Branicki doit sa faveur à la protection qu'il assure au roi contre l'influence des Czartoryski, que Stanislas-Auguste craint. Il se rapproche de la Russie dans les années 1767-1768, approuvant la loi du 19 novembre 1767 en faveur des dissidents religieux prise par la diète sous la pression des ambassadeurs de Prusse et de Russie (Nicolas Repnine).
Branicki est ensuite placé à la tête d'un corps d'armée lors de la guerre contre les confédérés de Bar (1768-1772), aux côtés des généraux russes Apraxine et Kretchetnikov. Cette date est retenue par les historiens polonais modernes comme celle de son entrée au service de la Russie.
En 1772, il est envoyé en mission à Versailles par Stanislas pour demander une intervention de la France, alors que la Prusse, l'Autriche et la Russie envisagent un premier partage de la Pologne, mais c'est un échec. 
En 1774, il est nommé grand hetman de la Couronne et reçoit le vaste domaine de Biała Cerkiew en Ukraine.

### Dans l'opposition (1774-1788)
Branicki se rend alors compte que les marges de manœuvre du roi Stanislas sont limitées. Par opportunisme, il se sépare de lui et se range dans le parti de ses adversaires, les Czartoryski et les Potocki. En même temps, il rêve paradoxalement d'un retour à un hetmanat indépendant.[pas clair] Il est à la tête d'une faction d'opposition, appelée « parti de l'hetman » (stronnictwo hetmańskie) et établit une correspondance avec Potemkine, favori de Catherine II. 

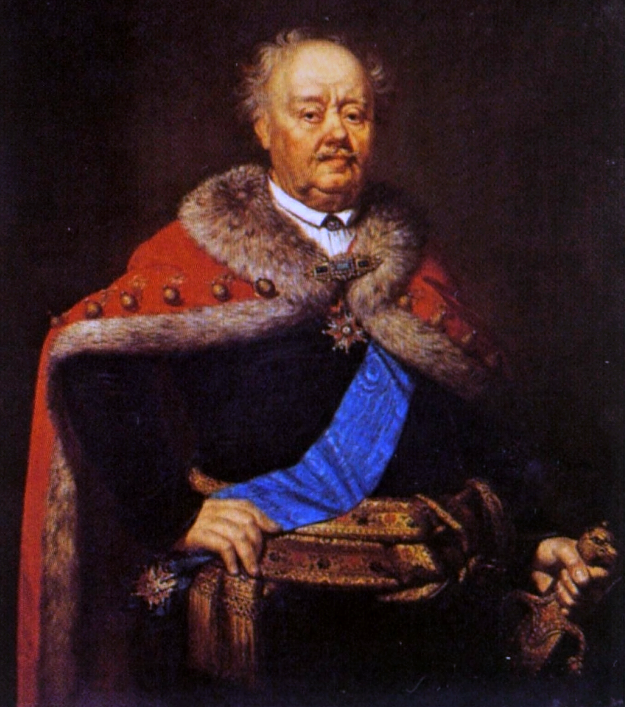
Portrait de Franciszek Branicki

En 1781, il se marie avec la nièce de ce dernier, Alexandra von Engelhardt, et rompt ainsi clairement avec le roi, son ancien ami. 
Lors de la diète de 1782, il prend le parti d'une opposition dure, provoquant des discussions houleuses et des désordres. 
Jusqu'à la diète de 1788, l'opposition est partagée entre deux tendances, celle des Czartoryski, des Potocki et des Sapieha, plutôt favorable à l'influence prussienne et celle du comte Stanislas Potocki et des Rzewuski, tournés vers la Russie. C'est à cette tendance qu'il appartient, en devenant l'un des porte-parole.

### La fin de la république des Deux Nations (1788-1795)

#### La période de laGrande Diète(1788-1791)
Cette partie de l'opposition se caractérise par le conservatisme de ses membres, grands seigneurs terriens dans leur majorité, qui ne veulent pas des changements décidés par la Diète. Ils s'opposent en particulier à la petite noblesse sans terre et à toute tentative de mettre fin au liberum veto.
Malgré cela, Branicki accepte dans un premier temps la constitution du 3 mai 1791 et lui prête serment. Il est même chargé de réorganiser le ministère de la Guerre. En sa qualité d'hetman, il préfère ne pas affronter directement le nouveau pouvoir, mais reprend les contacts avec la Russie.

#### La Confédération de Targowica et le second partage (1792-1793)
Le gouvernement russe est catégoriquement opposé à la constitution du 3 mai et va trouver en Pologne un appui chez les conservateurs qui, confortés par les autorités russes, finissent par former la confédération de Targowica en mars 1792.
Les confédérés, à la tête desquels se trouve le comte Stanislas Potocki, n'attendent que Branicki pour commencer à diriger les troupes insurgées.
Le 18 mai 1792, Catherine II proclame qu'elle prend la confédération de Targowica sous sa protection. Le jour même des colonnes russes stationnées en Bessarabie envahissent la république des Deux Nations. Les troupes polonaises sont rapidement vaincues et le roi Stanislas, reconnaissant le fait accompli, devient membre de la confédération de Targowica, cessant d'appliquer la constitution de 1791. 
La Prusse et la Russie procèdent ensuite à un deuxième partage de la Pologne. Branicki participe à la diète de Grodno, rassemblée du 17 juin au 23 novembre 1793, qui donne sous la contrainte son accord.

#### L'insurrection de 1794 et le troisième partage (1794-1795)
En février 1794, Tadeusz Kościuszko, à la tête d'un groupe d'officiers et d'hommes politiques patriotes (groupe de Dresde) lance depuis Cracovie un mouvement insurrectionnel dont l'objectif est de chasser les troupes russes au moins de ce qui reste de la République. Cette insurrection, qui réussit notamment à prendre le contrôle de Varsovie et de Wilno prend fin à sa défaite en octobre-novembre.
Pendant cette « insurrection de Kościuszko », Branicki et d'autres membres de la confédération de Targowica sont jugés par la Cour pénale suprême. Le 29 septembre 1794, il est déclaré traître à la patrie et condamné à mort par pendaison, mais sans effet puisqu'il se trouve en territoire russe (une cérémonie symbolique de pendaison en effigie a cependant lieu).
Après la défaite de l'insurrection, la Russie, la Prusse et l'Autriche procèdent au troisième partage (1795), qui met fin à l'existence de l'État polonais (Varsovie se trouve alors en territoire prussien). Le roi Stanislas II abdique le 25 novembre 1795.  

### Après le troisième partage (1795-1819)
Les domaines des Branicki se situent désormais en territoire russe. On lui donne le rang de général de l'armée russe. 
Il se retire sur ses terres (aujourd'hui Bila Tserkva en Ukraine) et y fait construire un centre commercial pour la région. 
Il ne se montre pas à Saint-Pétersbourg, sans doute de crainte de rencontrer Stanislas Poniatowski, qui s'y trouve en exil jusqu'à sa mort en 1798. 
Il ne quitte plus ses terres à partir de 1798, s'occupant de leur gestion et de sa famille. Il meurt dans son château en 1819 et est enterré dans l'église du bourg.

## Famille

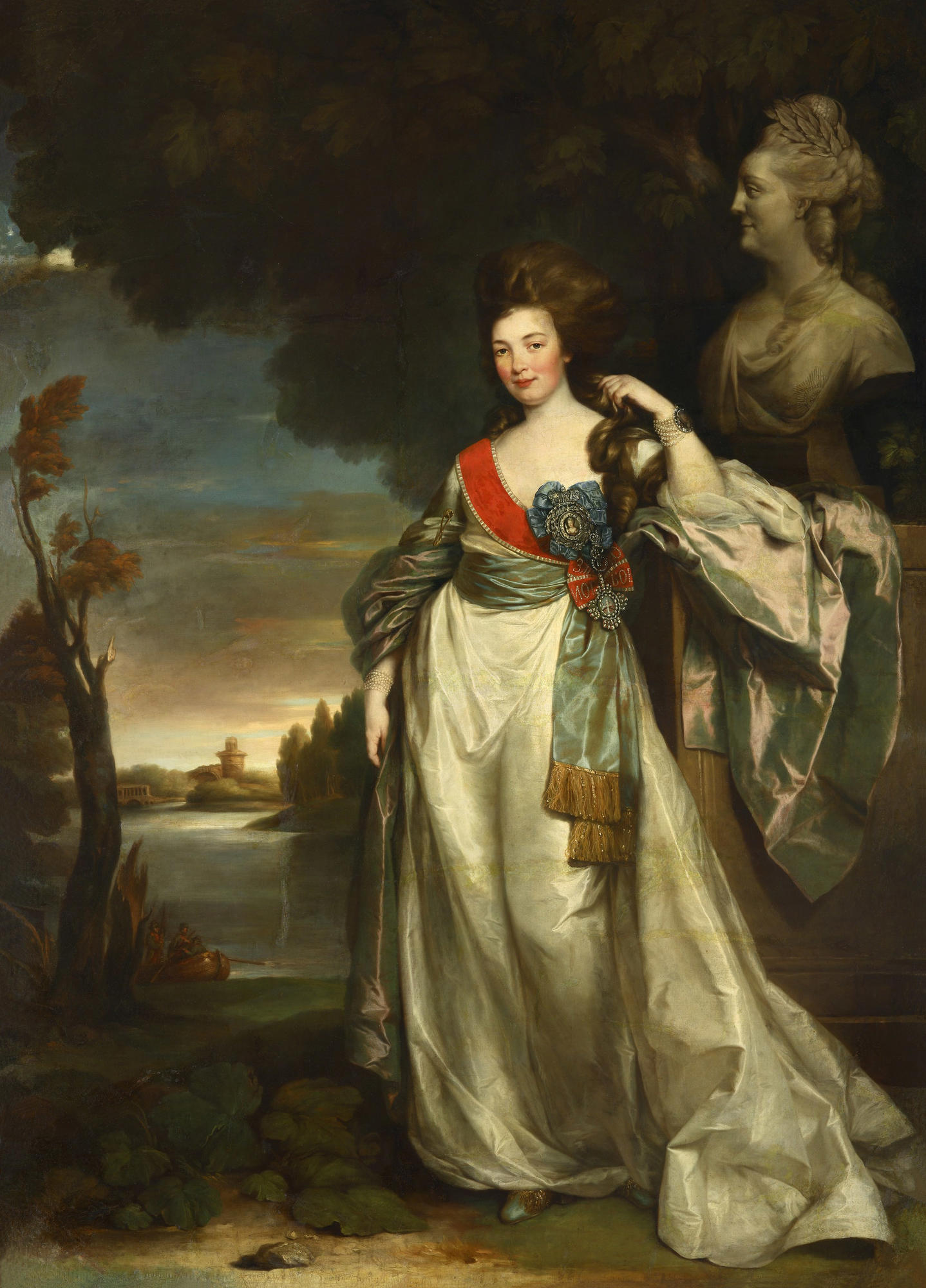
Portrait de la comtesse Branicka épouse du comte, avec portrait de Catherine II sur la poitrine, et ruban de l'ordre de Sainte-Catherine

De son épouse, Alexandra von Engelhardt, Branicki a eu cinq enfants, deux fils et trois filles. 
L'une d'elles, Élisabeth, secret amour de Pouchkine, épouse le comte puis prince Mikhaïl Semionovitch Vorontsov.
Son fils Ladislas (1782-1843) devient sénateur de l'Empire et son titre de comte est confirmé par un oukaze le 18 juin 1839. 
Son petit-fils, Xavier Branicki, échappe aux châtiments promis par le tsar Nicolas Ier et s'exile en France où il fera fortune, devenant une personnalité liée à Napoléon III.